# Carlo Ricciotti
Carlo Ricciotti (* 11. Juli 1675 in Frosinone; † vor 13. Juli 1756 in Den Haag) war ein italienischer Violinist, Komponist und Operndirektor.

## Leben
Über Ricciottis Leben ist wenig bekannt. Seine Ausbildungsstätten waren vermutlich erst Neapel und später Rom. Ab 1702 war er Mitglied der französischen Operngesellschaft in Den Haag, hier übernahm er 1725 die Leitung. Des Weiteren wirkte er als Musiklehrer, unter anderem von Graf Unico Wilhelm van Wassenaer. In den 1740er Jahren machte er sich einen Namen durch die Konzerte, die er in Wassenaers Palast Schloss Kneuterdijk organisierte. Am 13. Juli 1756 wurde in Den Haag Riciottis Tod gemeldet.

## Concerti Armonici
Bekannt wurde er vor allem durch die Veröffentlichung der sechs „Concerti armonici“, als deren möglicher Komponist er lange Zeit galt. 1750 wurden die dem Willem Graf Bentinck gewidmeten Konzerte ohne Namensnennung in Den Haag veröffentlicht. Ricciotti unterschrieb lediglich die Widmung. Im Vorwort der ersten Ausgabe wird eine hochgestellte Person von Adel als Komponist erwähnt, aber auch Namen wie Johann Adam Birckenstock, Fortunato Chelleri, Giovanni Battista Pergolesi oder gar Georg Friedrich Händel wurden in der Vergangenheit von Musikwissenschaftlern als Autoren der Concerti in Betracht gezogen. Ein Nachdruck, der 1775 im Musikverlag des John Walsh in London erschien, wies Ricciotti als Komponist aus.
Im 20. Jahrhundert konnte der Musikhistoriker Albert Dunning, nach der Entdeckung der Autographe in Wassenaers Landsitz Schloss Twickel, van Wassenaer als Urheber der „Concerti armonici“ identifizieren.